# Allerchristlichster König

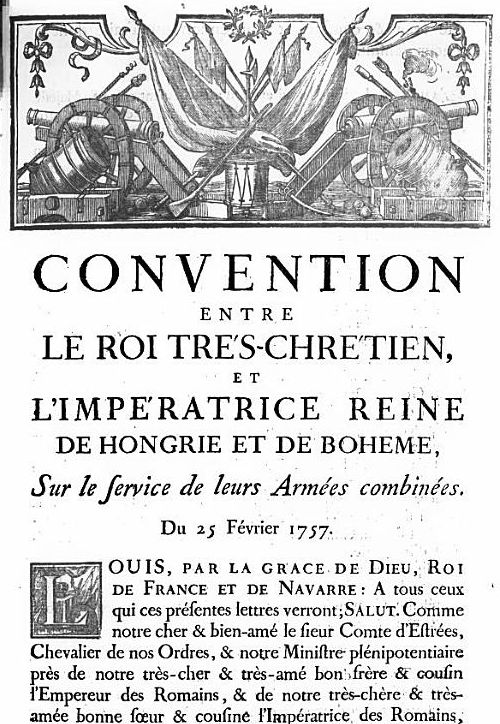
Titelblatt eines französisch-österreichischen Bündnisdokuments von 1757: der französische Monarch wurde in offiziellen Dokumenten zumeist als „Allerchristlichster König“ tituliert.

Allerchristlichster König (frz. roi très chrétien, lat. Rex Christianissimus; Sa majesté très chrétienne, abgekürzt S.M.T.C.) war ein Ehrentitel, der seit Mitte des 15. Jahrhunderts von den Königen von Frankreich geführt wurde.

## Geschichte
Eine vereinzelte Verwendung des Begriffs „christianissimus“ lässt sich bis in die Merowingerzeit nachweisen; der Begriff wurde aber nicht nur bei fränkischen Königen, sondern bei verschiedenen christlichen Herrschern genutzt.
Regelmäßig verwendet wurde der Titel erstmals von Karl VII. (König seit 1422), der ihn sich auch von Papst und Kaiser als erblich bestätigen ließ. Sein Sohn und Nachfolger Ludwig XI. (König seit 1461) führte den Titel dann als erster Herrscher mit Zustimmung der Päpste Pius II. und Paul II. als Teil seiner offiziellen Titulatur. Der Titel blieb bis Ende des Ancien Régime (sowie während der Restauration) Teil des französischen Königstitels.
Die Titulierung als „allerchristlichst“ bezieht sich auf Chlodwig I., den Begründer des Frankenreiches, da dieser sich als erster germanischer Fürst zum Katholizismus bekannte. Frankreich, damit nach dem Römischen Reich der erste katholische Staat, trägt daher auch traditionell den Ehrentitel „älteste Tochter der katholischen Kirche“.
Vergleichbare Titel sind Katholischer König (Spanien seit 1494; später weitere Reiche), Orthodoxer König (Polen), Apostolischer König (Ungarn) sowie Allergläubigster König (Portugal) oder Fidei defensor (England). Ziel solcher vom Papst vergebenen Ehrentitel war die formale Rangerhöhung des eigenen Königtums.